# Monument Ave.
Monument Ave. (titulada Código de lealtad en España) es una película de drama y comedia estadounidense estrenada en 1998. Está protagonizada por Denis Leary, Colm Meaney, Famke Janssen, Martin Sheen, Billy Crudup y está dirigida por Ted Demme.

## Sinopsis
Este drama tiene lugar entre los tipos duros Irlanda y Estados Unidos en el barrio de Charlestown de Boston. Cuando Teddy muere, líder de la banda Jackie está detrás del golpe, y Bobby participa con rabia en el código de silencio. Cuando el primo de Bobby Seamus también es golpeado por Teddy, Bobby se enfrenta a algunas decisiones difíciles.

## Reparto
- Denis Leary como Bobby O'Grady.
- Colm Meaney como Jackie O'Hara.
- Famke Janssen como Katy O'Connor.
- Martin Sheen como Hanlon.
- Billy Crudup como Teddy.
- Ian Hart como Mouse.
- Lyndon Byers como Fitzie.
- Jason Barry como Seamus.
- John Diehl como Digger.
- Greg Dulli como Shang.
- Jeanne Tripplehorn como Annie.

- Datos: Q1699058